# Mírové náměstí (Zákupy)
Mírové náměstí se nachází v městečku Zákupy na Českolipsku a je součástí Městské památkové zóny s řadou nemovitých kulturních památek. Náměstí stojí mimo dopravně frekventovanou část nedaleko říčky Svitavky, Zákupského zámku a Gagarinovy ulice. Není stavebně ohraničeno.

## Historie
V prostorách nynějšího náměstí pod zámkem se zhruba v první půli 14. století rozkládala Česká Ves, která se časem spojila s osadou německých osadníků na místě nynějšího náměstí Svobody, poněmčil se její název na Böhmischdorf a vzniklo tak městečko Zákupy.
V 17. století byl na okraji náměstí postaven kapucínský klášter. V 19. století se náměstí jmenovalo Klášterní (Klosterpatz) a konaly se zde dvakrát ročně konské a dobytčí trhy. Po roce 1945 bylo přejmenováno na Mírové.

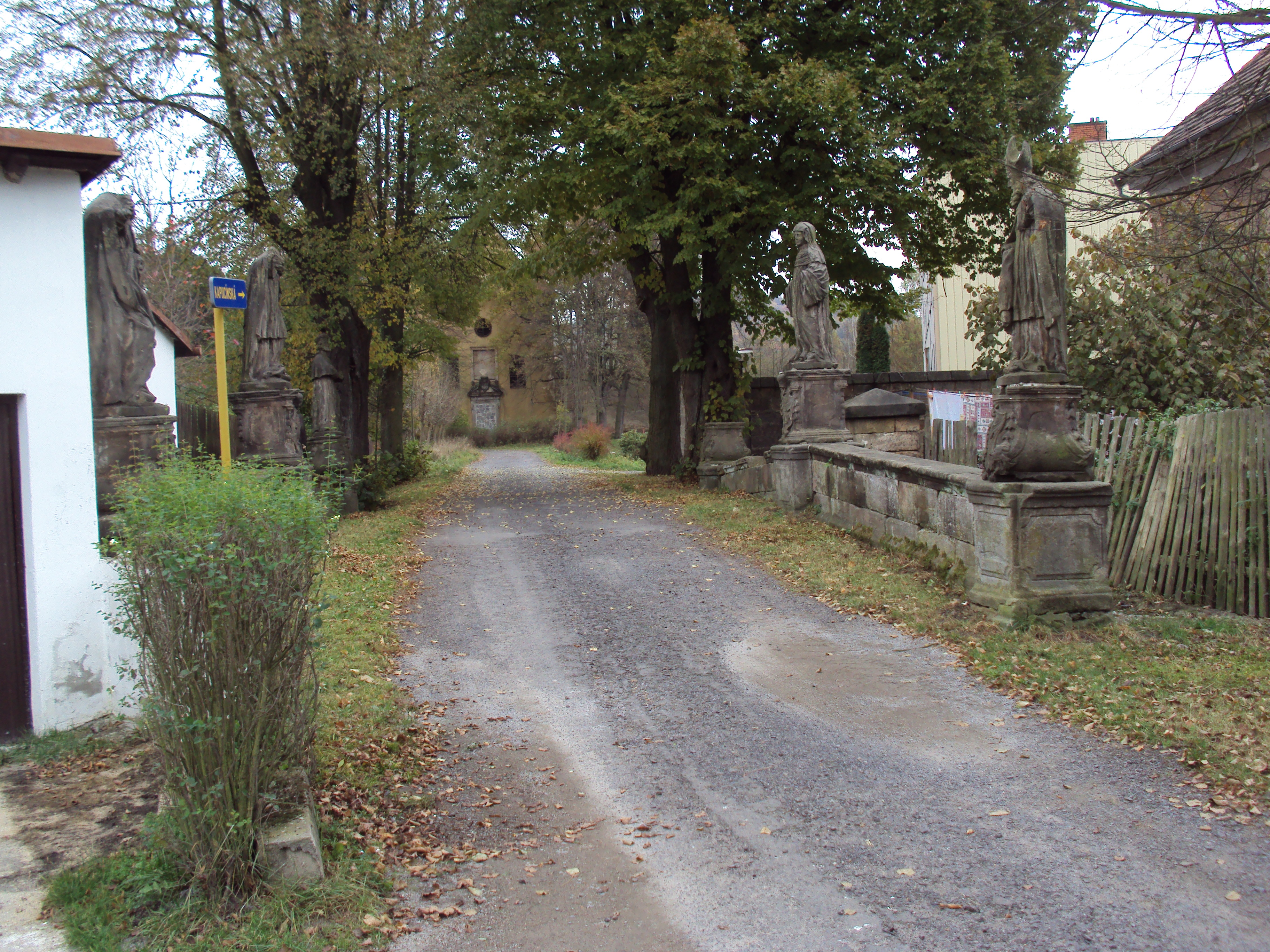
Z náměstí vede most ke kapucínskému klášteru

## Nemovité kulturní památky
Nejstarší památkou je pustý a poničený obezděný areál bývalého kapucínského kláštera, který spojuje s náměstím Kapucínská ulička se starým klášterním mostem přes již zasypané rameno Svitavky. Třetí památkou na náměstí zapsanou v registru je obytný dům čp. 91

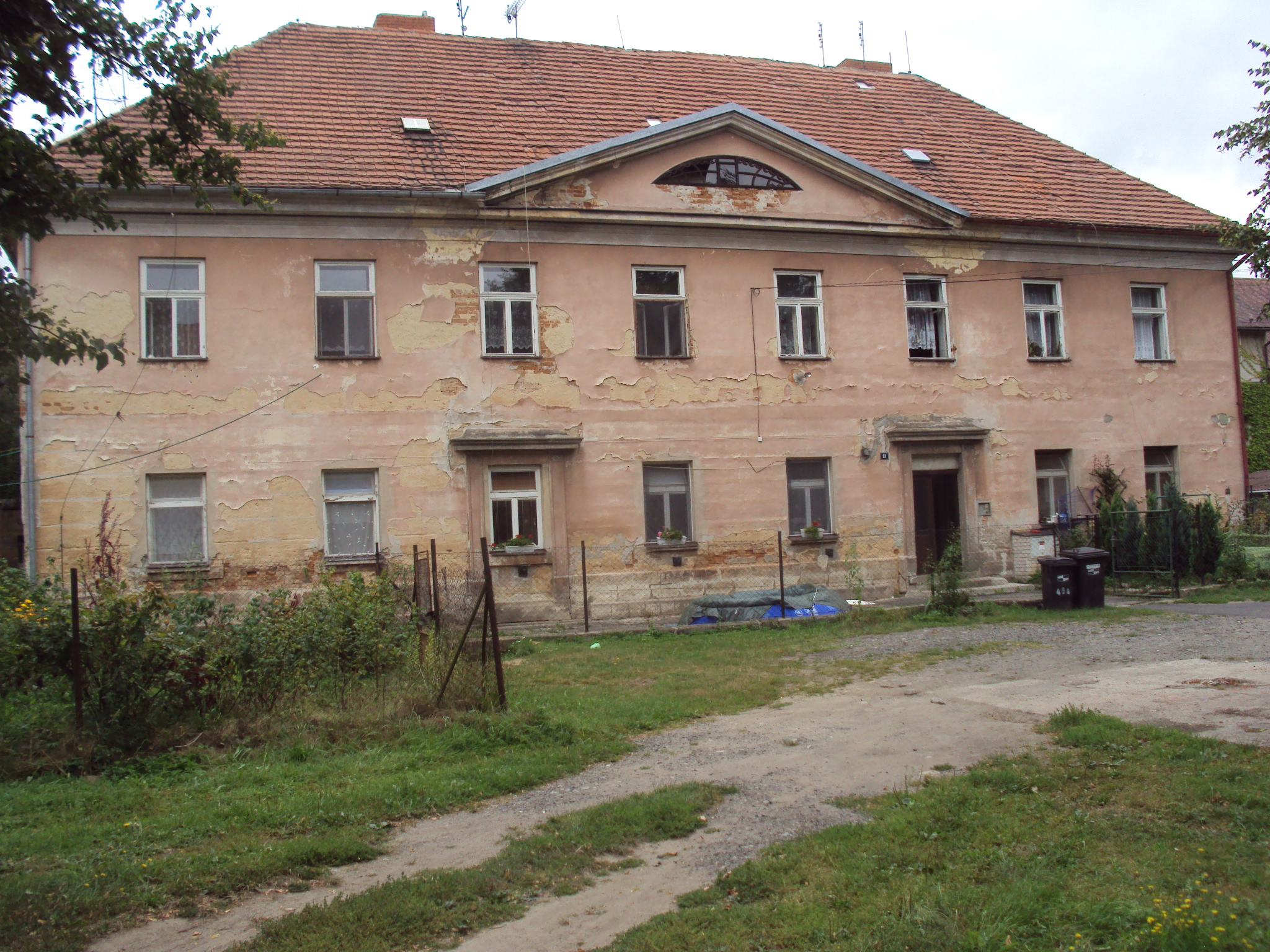
Dům čp. 91 na Mírovém náměstí

## Navazující ulice
Na náměstí se vjíždí od jihu z Gagarinovy ulice. Z něj vede na sever slepá ulička Zákoutí a k severovýchodu ulička Kapucínská.